# Re.2001 (航空機)
Re.2001
Reggiane Re.2001 Ariete
- 用途：戦闘
- 分類：戦闘機
- 製造者：レッジャーネ
- 運用者：イタリア王立空軍
  - ドイツ空軍
- 初飛行：1940年7月
- 生産数：約250機
- 生産開始：1941年
- 運用開始：1941年6月
- 運用状況：退役

Re.2001 は第二次世界大戦中にイタリアで生産された単座の戦闘機である。愛称は“アリエテ（Ariete：雄羊）”。

## 概要
レッジャーネ社はイタリア空軍では不採用となったRe.2000の機体にドイツ製のダイムラー・ベンツ DB 601エンジンを装着することで性能向上を図ることを計画し、この機体を「Re.2001」と名付けた。試作機は1940年7月に初飛行したが、エンジン変更の効果はそれほど得られなかった上に、競作となったマッキ社のMC.202が高性能を示していたことから、前作のRe.2000に続いて不採用になることが危ぶまれた。しかし、第二次世界大戦への参戦により戦闘機の数を揃えたい空軍の事情から、1941年に制式採用された。
Re.2001の生産には供給されるエンジン数が少ないという制約があった。DBエンジンはドイツ国内向けの生産に追われており、他国の量産機に回す余裕などなかった。イタリア国内ではアルファロメオがDB601をRA1000RC41-1aとしてライセンス生産していたが、このエンジンの優先権はMC.202にあった。そのため生産は遅々として進まず、1941年から1943年まで生産されたものの、生産数は終戦までに243機（237機という資料もある）とMC.202と比べると少ないものになってしまった。搭載エンジンの不足から最終生産型となったRe.2001bisでは、DB601の代わりにイソッタ・フラスキーニ・デルタIVエンジンを搭載することになった。
本機は、当初迎撃戦闘機として設計されていたが、性能不足から戦闘爆撃機や夜間戦闘機としての任務に就くようになった。それぞれの任務の専用型としてRe.2001 CB（戦闘爆撃機型）、Re.2001 CN（夜間戦闘機型）があった。CB型は胴体下面に最大640 kgまでの爆弾を懸架できるようになっていた。CN型は、ドイツ製のMG151/20機関砲2門を主翼に装備していた。この型は、停戦の年に北イタリアの工業地帯の防衛に使用された。また、艦上戦闘機型、雷撃機型、対戦車攻撃機型が試作され、全木製機型も計画されていた。
イタリア休戦後は、連合国側に投降した機体の方が多かったといわれる。第二次世界大戦終戦時には数機が残存しており、これらの機体は新生イタリア空軍において1950年代直前まで任務に就いていた。

## 要目
- 概要
  - 乗員：1名
  - 生産機数：約250機
- 寸法

三面図

  - 全長：8.36 m (27 ft 5 in)
  - 全幅：1 1 m (36 ft 1 in)
  - 全高：3.15 m (10 ft 4 in)
  - 翼面積：20.4 m² (219.58 ft²)
- 重量
  - 空虚重量：2,495 kg (5,500 lb)
  - 最大離陸重量：3,280 kg (7,231 lb)
- 動力
  - エンジン：アルファロメオ RA1000RC41-la “モンソーネ”（DB 601A-1のライセンス版）
  - 出力：1,175 hp (871 kW)
- 性能
  - 最高速度：542 km/h (337 mph)
  - 航続距離：1,100 km (684 mi)
  - 実用上昇限度：11,000 m (36,090 ft)
  - 上昇率：13 m/s (2,591 ft/min)
- 武装
- 2×12.7 mm　ブレダSAFAT機関銃
- 2×7.7 mm ブレダSAFAT機関銃
- 最大640 kgまでの爆弾を搭載可能

## 登場作品
ゲーム
『艦隊これくしょん -艦これ-』
艦載機として「Re.2001 OR改」「Re.2001 G改」「Re.2001 CB改」が登場。
『War Thunder』
プレイヤーの操縦機体として「Re.2001 serie1」「Re.2001 CB」「Re.2001 CN」が登場。